# Дунаєвецький навчально-виховний комплекс
Дунаєвецький навчально-виховний комплекс «Загальноосвітня школа І—ІІІ ст., гімназія» (Дунаєвецька НВК гімназія) — середня загальноосвітня школа м. Дунаївці, Дунаєвецького району, Хмельницької області, Україна. Мова навчання — українська.

## Історія
В 1988 році  були створенні класи з поглибленим вивченням фізики та математики, у 1991 році відбулося відкриття школи-гімназії (з фізико-математичним та хіміко-біологічним напрямками), в 1994—1995 навчальному році були відкриті гуманітарні класи. Акредитацію на гімназію школа отримала у грудні 2001 року.

## Викладацький склад
Навчальний процес НВК гімназії забезпечує 64 учителі. З них один заслужений вчитель України, 8 вчителів методистів, 8 старших вчителів, 32 спеціалісти вищої категорії, 17 спеціалістів І категорії та 8 — ІІ категорії, 7 спеціалістів, 11 педагогів відзначено знаком "Відмінник освіти України". Директор школи — Чекман Юрій Петрович.

## Структура навчального процесу

### Початкова школа
Програма навчання початкової школи (1—4 класи) підбирається згідно з державними стандартами. У запасі вчителів окрім традиційних програм навчання ще є і різноманітні розвивальні програми. У початковій школі велика увага приділяється розвиткові загально-навчальних навичок та формуванню навчальної діяльності учнів, які беруть участь як у різних розважальних заходах, так і в інтелектуальних конкурсах.
Викладання англійської мови ведеться вже з першого класу. На уроках художнього мистецтва викладається малювання, ліпка з пластиліну та глини, виготовлення виробів з паперу, вишивання. Хорові заняття в Дунаєвецькій НВК гімназія є обов'язковими, хор школи виступає на різних концертах.
Уроки фізкультури та спортивні секції з футболу, волейболу та баскетболу покликанні забезпечити фізичний розвиток дітей. У школі регулярно проводяться культурні заходи: екскурсії, походи до музеїв, виставок тощо. У гімназії є також свій ляльковий театр, у якому грають учні 3-х класів.

### Середня школа
Навчання в середній школі проводиться з першого по п'ятий гімназійний класи (відповідає 5—9 класам середньої загальноосвітньої школи). З четвертого гімназійного класу учні вивчають другу іноземну мову: німецьку, а англійську мову — за поглибленою програмою.
Учні мають змогу вибирати один з двох профілів навчання: суспільно-гуманітарний та природничо-математичний. Ці профілі мають ще підпрофілі. Проводяться хорові заняття, існує декілька танцювальних гуртків та вокальних колективів.

### Старша школа
6—7 гімназійні класи — це старша школа, у якій є три профілі навчання:
- Філологічний — проводиться поглиблене вивчення іноземних мов (англійської, французької, німецької). На заняттях використовуються аудіоматеріали.
- Фізично-математичний — більша кількість уроків з математики, фізики та інформатики. Вводяться уроки астрономії, лабораторні роботи з фізики.
- Гуманітарний — більш поглиблено вивчаються природничі науки (географія, біологія, хімія). На уроках хімії проводяться лабораторні (практичні) роботи.

Старшокласники мають змогу відвідувати також позашкільні заняття — спортивні секції, хореографічні та вокальні гуртки.

## Матеріальна база
Заняття в сучасній будівлі школи розпочалися в 1973 році.
Навчальний процес проводиться у 33 навчальних кімнатах, 2 спортивних залах, 2 майстернях та 1 кімнаті школяра. У їдальні НВК гімназії учні молодших класів мають змогу безкоштовно обідати.